# 古典奇幻
古典奇幻也称“高度奇幻”（英語：high fantasy）、“主流奇幻”或“史詩奇幻”（epic fantasy），是奇幻小说的一种体裁，並按設定特性、角色地位、主題和/或情節來定義的奇幻文學子類別。根據A至Z奇幻文學雜誌所述，高度奇幻一詞首次見於Lloyd Alexander 於1971年的文章”High Fantasy and Heroic Romance”，及後由 肯尼斯·扎霍斯基（Kenneth J. Zahorski）與羅伯特·布瓦耶（Robert H. Boyer） 指出「高度奇幻存在於完全虛構的另一世界觀」。
古典奇幻也有更細緻的分類，例如英勇奇幻、神話奇幻、黑暗奇幻和武俠奇幻。

## 类型概要
古典奇幻的介定必須乎合故事存在於一個與現實世界不同的架空世界中，並且通過一個英雄或弱勢者的角色視角來觀察該世界，而故事設定中通常亦會存在不同種類的角色，且包含一些經典種族如龍、精靈、矮人等。与此对应，有另一类奇幻小说（浅度奇幻），建立于现实世界或者一个理性的、与现实世界极为相似的世界中，但其中仍存在超自然的元素。
在古典奇幻中，架空世界通常以以下几种方式存在或成立：
1. 架空世界是独立存在的[4]。（例：《魔戒》[4]、《碟形世界》[4]、《时光之轮》、《冰与火之歌》）
2. 架空世界可以从现实世界通过某种方式进入[4]。（例：《纳尼亚传奇》[4]、《黑暗物质三部曲》）
3. 架空世界存在于现实世界中，是现实世界的一部分。（例：《西游记》、《哈利·波特》[4]、《波西杰克森》）

在架空世界独立存在的情况下，作者通常会提供一些关于架空世界的资料，如地图、历史文卷等等。架空世界通常是基于现实世界的，或者象征了现实世界的某种可能。例如，托尔金的中土世界是基于世界“被遗忘的历史”。
在架空世界存在于现实世界的情况下，架空世界通过某种手段与现实世界隔离，例如《哈利·波特》中的火车站台。

### 设定
这类小说风格古典，通常题材范围类似史诗，以对抗超自然、邪恶力量的大规模斗争为主题。古典奇幻的其他典型特征包括虚构种族（如精灵和矮人）、魔法或巫术、巫师或法师、自创语言、新时代（纪元）的到来等。古典奇幻也通常有多卷构成，例如三部曲的形式。
在一些古典奇幻中，一位现代“真实世界”中的人物会被放入架空世界中，比如说通过某种装置，有时甚至是在潜意识中旅行。纯粹派认为这不属于“真正的”古典奇幻，但是由于此类型暂无固定的文类名称，所以常被分类于古典奇幻中，因为该文类与古典奇幻最为接近。
古典奇幻通常或多或少的基于现实世界的背景，或者基于现实中的传说，譬如亚瑟王的传说。当这种相似度很高时，又或者小说中使用了真实的历史为背景时，古典奇幻便成为架空历史小说。
古典奇幻是奇幻小说中最常见，也是最流行、成功的一个文类。从托尔金时代至今，此文类一直有着众多支持者，尤其是近几年，由于有相当多的古典奇幻作品被改编成影视作品，比如《魔戒》、《纳尼亚传奇》等，使得此文类长盛不衰。

### 角色
大多数古典奇幻从一个主要角色（英雄）的角度叙述故事，主要的情节也是围绕此主人公展开。通常，这个主人公是孤儿或者是兄弟姐妹中不同寻常者，有着一些惊人的能力（例如魔法或者精于武艺）。故事通常从主人公年少时开始，例如J·R·R·托尔金所著《魔戒》中的佛罗多·巴金斯；罗伯特·乔丹所著时光之轮中的兰德·亚瑟；菲利普·普尔曼所著《黑暗物质三部曲》中的莱拉·贝拉克等。也有作品的主人公是个性已成型的成年人，例如《獵魔士》中的傑洛特。古典奇幻的主人公也并不总是正派的男性角色。

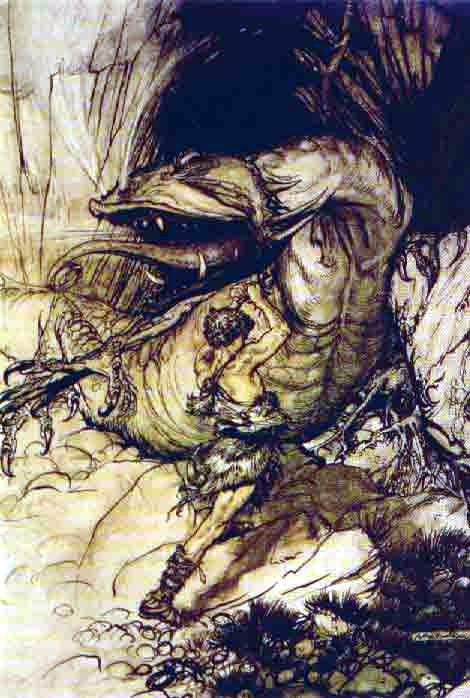
齐格弗里德搏杀法夫纳，亚瑟·雷克汉姆绘

故事开始时，主人公被某种未知力量所威胁。设定这种威胁的理由之一是，不像剑与魔法文类中的主人公总是热切而主动地进行冒险，古典奇幻的主人公需要一个理由来放弃他现在的生活。即使是主人公自发进行冒险时，他也乐于享受日常生活（《魔戒》中的比尔博·巴金斯）。因此，在冒险结束后，主人公通常会回归平静的日常生活。
古典奇幻中一个很典型的情况是，主人公通过传说、预言、失而复得的家庭成员、“导师”型角色等慢慢了解自己的过去，并获得自信、能力等，不断获得各种经验而成长。这一点上，有点类似于教育小说。然而这种模式并不固定。
很多古典奇幻小说中存在着“导师”型角色，这个角色通常是一个强大的法师或战士，一路给主人公提供建议和帮助，例如《魔戒》中的甘道夫、《哈利·波特》中的阿不思·邓布利多、《龍騎士》中的布朗姆等。
古典奇幻中通常也有神秘的黑暗君主的角色，这类角色立志于统治世界或者杀害主人公。典型的情况是，这类角色是强大而邪恶的法师或术士，经常折磨并杀害平民，统率有规模巨大的军队或非常可怕的仆人，例如《魔戒》中的索伦、《哈利·波特》中的伏地魔、《龍騎士》中的哥巴塔爾、《時光之輪》中的闇帝等。
随着故事的进行，主人公逐渐了解与其对抗的未知力量的本质，面对这种邪恶力量是主人公的命运，也是故事的高潮，并可以使主人公最终可以回到正常的生活。

### 善恶对抗
善恶对抗是古典奇幻的一个常见主题，并且邪恶角色是小说中很重要的组成部分。这种对于善恶的区分是古典奇幻与剑与魔法这两种文类有所不同的一个标志。这种善与恶的概念可以是道德上的，也可以是权力上的纷争，例如无法被简单的判定为“善”或“恶”的行为诡异的法师。

### 创作模式
角色扮演游戏中的世界设定是古典奇幻的一个常用背景，例如龍與地下城系列作品－－龙枪、灰鹰、被遗忘的国度－－等，并有很多作家以此类设定为背景持续地创作新的故事。
除了上述以游戏为基础的模式，直到现在也有很多作家遵循着托尔金的模式，即创作在同一世界设定下不同时代的故事，这种类型被称作“史诗”。也有很多其他的作家，比如罗伯特·乔丹、雷蒙德·E·菲斯特、R·A·萨尔瓦多、乔治·R·R·马丁等，创作在同一世界设定下同一组角色的不同故事，这种类型被称为“系列”。

## 代表作品

### 電影
《魔戒電影三部曲》（2001年－2003年）
《哈比人電影系列》（2012年－2014年）
《魔獸：崛起》（2016年）
《龍與地下城：盜亦有道》（2023年）
《魔戒：洛汗人之戰》（2024年）（魔戒的250年前）

#### 待上映
《艾爾登法環》

### 電視

#### 冰與火之歌系列（HBO）
- 《冰與火之歌：權力遊戲》（2011年）
- 《龍之家族》（2022年）（權力遊戲的172年前）
- 《七王國的騎士》（2026年）

#### 其他
《沙娜拉傳奇》（2016年）
《獵魔士》（2019年）（Netflix）
- 《獵魔士：血源》（2022年12月）（獵魔士的1200年前）

《時光之輪》（2021年）（Amazon）
《魔戒：力量之戒》（2022年9月）（Amazon）（《哈比人歷險記》和《魔戒》主體故事的數千年前）
《威洛法師》（2022年11月）（Disney+）

#### 待上映
《戰神》（Amazon）
《龍與地下城》（Netflix）

### 遊戲

#### 單機
《勇者鬥惡龍系列》（1986年）
《魔獸爭霸系列》（1994年）（暴雪娛樂）
《暗黑破壞神系列》（1996年）（暴雪娛樂）
《風色幻想系列》（1999年）
《龍族教義》（2012年）

#### 線上
《天堂》（1998年）
《天堂II》（2003年）
《魔獸世界》（2004年）（暴雪娛樂）
《戰鎚Online》（2008年）
《英雄聯盟》（2009年）

### 漫畫
《烙印勇士》（1989年）

### 動畫
《秀逗魔導士》（1997年）
《機械之聲的傳奇》（2022年）（Amazon）
《異世界自殺突擊隊》（2024年）

### 小說
《納尼亞傳奇》（1950年—1956年）
《魔戒》（1954年）
《地海傳說》（1964年—2014年）
《龍槍系列小說》（1984）
《冰與火之歌》（1996年）
《龍族 (李榮道)》（1997年）